# Johan van Oldenbarnevelt
Johan van Oldenbarnevelt, cavaliere, Signore di Berkel en Rodenrijs (1600), Gunterstein (1611) e Bakkum (1613) (Amersfoort, 14 settembre 1547 – L'Aia, 13 maggio 1619), è stato un politico olandese che ebbe un ruolo importante nella lotta per l'indipendenza dalla Spagna.
In passato il suo nome è stato italianizzato nelle forme Barneveld, Barneveldt, Barnevelt o Barnewelt.
Van Oldenbarnevelt studiò diritto a Lovanio, Bourges, Heidelberg e Padova, viaggiò in Francia e in Italia prima di stabilirsi all'Aia. Era un calvinista moderato, quindi sostenne Guglielmo d'Orange nella sua rivolta contro la Spagna e combatté nell'esercito di Guglielmo. Fu vittima delle persecuzioni contro gli arminiani seguite al sinodo di Dordrecht.

## Inizi della carriera politica
Johan van Oldenbarnevelt combatté come volontario per la liberazione di Haarlem (1573) e di nuovo a Leida (1574). Nel 1576 ottenne l'importante carica di pensionario di Rotterdam. La sua energia, la particolare predisposizione per le questioni pubbliche e le notevoli capacità oratorie gli fecero ottenere una posizione influente. Agì per promuovere l'Unione di Utrecht (1579) e per l'accettazione della contea di Olanda e Zelanda da parte di Guglielmo d'Orange (1584). Fu un fiero oppositore della politica del conte di Leicester, a quel tempo governatore generale della Repubblica delle Sette Province Unite, e sostenne invece Maurizio di Nassau, un figlio di Guglielmo. Leicester partì nel 1587, lasciando il potere militare a Maurizio. Durante il governo di Leicester, van Oldenbarnevelt guidò la strenua opposizione degli Stati di Olanda alla politica centralizzatrice del governatore.

## Gran Pensionario
Il 15 marzo 1586 van Oldenbarnevelt, succedendo a Paulus Buys, diventò landsadvocaat, o Avvocato Generale d'Olanda presso gli Stati provinciali di Olanda e Frisia Occidentale, carica che mantenne per 32 anni (nel 1619 tale carica fu rinominata Gran Pensionario). Questo incarico importante assicurò a Oldenbarnevelt un'influenza illimitata in una Repubblica che aveva molti capi ma non un potere esecutivo centrale. Nominalmente Oldenbarnevelt era al servizio degli Stati di Olanda e Frisia Occidentale, ma politicamente diventò la personificazione della provincia che rappresentava più della metà dell'unione e come suo portavoce dominava l'assemblea degli Stati Generali. In breve tempo ottenne un'autorità enorme che investiva tutti i dettagli dell'amministrazione, tanto da essere virtualmente un ministro plenipotenziario.
Durante i due anni critici che seguirono al ritiro del conte di Leicester, il landsadvocaat ebbe il compito di tenere insieme le Province Unite, superando le tendenza separatiste ed evitando che le Province fossero facilmente conquistate dal formidabile esercito di Alessandro Farnese. Fortunatamente per i Paesi Bassi, nel momento della loro massima debolezza, l'attenzione di Filippo II era tutta rivolta alla progettata invasione dell'Inghilterra, perciò Oldenbarnevelt ebbe il tempo di sopperire alla mancanza di un governo centrale organizzato prendendo nelle sue mani il controllo degli affari amministrativi. Il suo compito fu facilitato dal sostegno di Maurizio di Nassau, che, dopo il 1589, era statolder di cinque province, nonché Capitano Generale e Ammiraglio dell'Unione.
Gli interessi e le ambizioni dei due uomini non erano in contrasto: Maurizio si dedicava all'addestramento e alla guida degli eserciti e non aveva capacità particolari come statista né inclinazione per la politica. La prima rottura tra i due avvenne nel 1600, quando Maurizio fu costretto dagli Stati Generali, istigati da Oldenbarnevelt, a intraprendere una spedizione nelle Fiandre, spedizione che sfiorò il disastro: gli olandesi vinsero la battaglia di Nieuwpoort (2 luglio 1600) solo con sforzi disperati.
Nel 1598 Oldenbarneveld partecipò a missioni diplomatiche speciali presso Enrico IV di Francia e Elisabetta I d'Inghilterra. Nel 1605 partecipò a un'altra missione speciale in occasione dell'ascesa al trono di Giacomo I d'Inghilterra.

## La tregua con la Spagna
Nel 1606 si aprirono i negoziati con Alberto d'Austria e Isabella d'Asburgo per una pace o una tregua: nei Paesi Bassi le opinioni si divisero.
Gli arciduchi acconsentirono a trattare con le Province Unite come province libere e stati su cui essi non avevano pretese. Oldenbarnevelt era favorevole alla pace, purché fosse assicurata la libertà di commercio: egli aveva dalla sua parte gli Stati d'Olanda e la maggioranza dei reggenti in tutta la contea.
Invece Maurizio e suo cugino Guglielmo Luigi, stadholder di Frisia, insieme ai capi militari, a quelli della flotta e al clero calvinista, si opponevano alla pace, ritenendo che il re di Spagna stesse solo cercando una pausa per recuperare le forze in vista di un rinnovato attacco all'indipendenza dei Paesi Bassi.
I negoziati andarono avanti per circa tre anni, ma alla fine, dopo lunghissime trattative, il 6 aprile 1609 fu stipulata una tregua di dodici anni. Tutto quello che gli olandesi chiedevano era stato ottenuto, direttamente o indirettamente, e Maurizio si sentì obbligato ad accettare le condizioni favorevoli ottenute grazie alla ferma e abile diplomazia di Oldenbarnevelt.

## Conflitto religioso nei Paesi Bassi
L'effetto immediato della tregua fu un rafforzamento dell'influenza di Oldenbarnevelt nel governo della repubblica olandese, ora riconosciuta come stato libero e indipendente; ma la pace esterna stava per condurre a una lotta interna. Da alcuni anni era in corso una guerra verbale tra le fazioni religiose calviniste, i Gomaristi (o Contro-Rimostranti) e gli Arminiani.
Nel 1610 gli Arminiani (noti anche come Rimostranti) presentarono agli Stati d'Olanda una petizione, la Rimostranza, in cui chiedevano che i loro principi (definiti "cinque articoli di rimostranza") fossero sottoposti a un sinodo nazionale, convocato dal governo. I Rimostranti auspicavano una revisione della Confessione di fede belga, un documento discusso e approvato dalla maggior parte delle congregazioni calviniste dei Paesi Bassi (1561-1562). Tra altro gli Arminiani chiedevano che la Chiesa olandese riconoscesse la superiore autorità dello Stato. Questa azione degli Arminiani aveva l'approvazione e il favore di Oldenbarnevelt, che era un sostenitore del principio di tolleranza in materia di opinioni religiose.
I Gomaristi replicarono con una Contro-Rimostranza in sette articoli e chiesero un sinodo puramente clericale. La Repubblica si spaccò in due: gli Stati di Olanda, istigati da Oldenbarnevelt, sostenevano i Rimostranti e rifiutarono di convocare un sinodo puramente clericale (1613). Inoltre proibirono ai predicatori della Provincia di Olanda di affrontare nelle loro prediche le questioni in discussione.
Era difficile ottenere l'obbedienza senza le armi; scoppiarono delle rivolte in alcune città e quando a Maurizio fu chiesto di intervenire come Capitano Generale (cioè capo dell'esercito), questi rifiutò di agire. Non solo: Maurizio si schierò dalla parte dei Contro-Rimostranti e istituì un predicatore contro-rimostrante in una chiesa dell'Aia (1617).

## L'Olanda dichiara la sovrana indipendenza (Risoluzione Scherpe)
Oldenbarnevelt propose che gli Stati d'Olanda, come provincia sovrana, raccogliessero una forza militare locale di 4000 uomini per mantenere la pace.
Intanto gli Stati Generali, con una maggioranza ristretta (4 province su 3) approvarono la convocazione di un sinodo nazionale. Gli Stati di Olanda, anch'essi con una maggioranza ristretta, votarono contro il sinodo e il 4 agosto 1617 approvarono una risoluzione ("Risoluzione Scherpe") in base alla quale tutti i magistrati, ufficiali e soldati pagati dalla provincia dovevano prestare giuramento di obbedienza agli Stati di Olanda, sotto pena di destituzione. Inoltre sarebbero stati responsabili non davanti ai tribunali ordinari ma agli Stati d'Olanda.
Era una dichiarazione di sovrana indipendenza da parte dell'Olanda. Gli Stati Generali della Repubblica raccolsero la sfida. Fu nominata una commissione, con a capo Maurizio, per imporre il disarmo dei mercenari. Il 31 agosto 1618 Maurizio giunse a Utrecht alla testa un esercito: al suo ordine le truppe locali deposero le armi.
Maurizio aveva vinto senza colpo ferire.

## Arresto e processo
Il 23 agosto 1618, per ordine degli Stati Generali, Oldenbarnevelt e i suoi principali sostenitori, Ugo Grozio, Hoogerbeets e Jacob Dircksz de Graeff, furono arrestati.
Oldenbarnevelt e i suoi amici furono tenuti in stretto isolamento fino al novembre di quell'anno e poi furono esaminati da una commissione nominata dagli Stati Generali. Oldenbarnevelt comparve più di sessanta volte davanti ai commissari e fu interrogato su tutta la sua vita pubblica, senza avere nemmeno la possibilità di consultare documenti né di difendersi per iscritto.
Il 20 febbraio 1619 Oldenbarnevelt fu accusato davanti a una corte speciale di ventiquattro membri, di cui solo la metà erano olandesi e tutti erano suoi nemici personali. Questa corte non era assolutamente un tribunale legale, né aveva giurisdizione alcuna sul prigioniero. La protesta di Oldenbarnevelt, che rivendicava il diritto di essere giudicato dalla sovrana provincia d'Olanda, rimase inascoltata.
In realtà non si trattò affatto di un processo e la commissione giudicante pronunciò una sentenza di morte il 12 maggio 1619. Il giorno seguente il vecchio statista, all'età di settantun anni, fu decapitato all'Aia. Questa fu, così lui si espresse, la ricompensa per aver servito il suo Paese per quarantatré anni.
Le ultime parole di Oldebarnevelt al boia furono "Fai presto, fai presto".

## Vita personale
Oldenbarnevelt sposò Maria van Utrecht nel 1575. Lasciò due figli, signori di Groeneveld e Stoutenburg, e due figlie. I figli di Oldenbarnevelt parteciparono a una congiura contro la vita di Maurizio che fu scoperta nel 1623. Stoutenburg, il congiurato principale, fuggì e si mise al servizio della Spagna; Groeneveld fu giustiziato.